# Vinicio Muñoz
Héctor Vinicio Muñoz Arias (Santo Domingo, República Dominicana, 13 de noviembre de 1956) es un exbaloncestista dominicano. Participó con la selección de baloncesto de la República Dominicana en las competiciones internacionales desde 1975 hasta 1995. Con 2,01 (6 pies y 7 pulgadas) de estatura, jugaba en la posición de alero. Muñoz está considerado por la mayoría de aficionados y especialistas de la disciplina como el mejor baloncestista dominicano de todos los tiempos.

## Trayectoria deportiva

### Inicios
Nació el 13 de noviembre de 1956 en el Barrio de Mejoramiento Social (BAMESO), Santo Domingo, República Dominicana. Durante sus inicios deportivos practicó voleibol porque era la disciplina que se practicaba en su barrio, también llegó a practicar el fútbol, y el deporte más popular y de mayor difusión en la nación, el béisbol.

### Liga Regional del Distrito Nacional
Vinicio disputó 26 ediciones del Torneo de Baloncesto Superior del Distrito Nacional en las cuales terminó como el jugador con más partidos y torneos disputados con 354 partidos y 26 torneos, además de ser el líder de la liga de todos los tiempos en puntos y rebotes, con 7.107 puntos anotados y 2.447 rebotes capturados. Muñoz fue elegido jugador más valioso del Torneo de Baloncesto Superior del Distrito Nacional en cuatro ocasiones en 1978 con el club San Carlos, 1990 y 1993 con el club Arroyo Hondo, y en 1994 con el club San Lázaro. En 1977, La Pantera como le apodan lideró al club Mauricio Báez a coronarse campeones del Torneo de Baloncesto Superior del Distrito Nacional. Durante sus cuatro torneos con el club San Carlos, Vinicio llevó al club a cuatro títulos consecutivos ganados desde 1978 hasta 1981. Al año siguiente, se unió al club Arroyo Hondo para llevarlos a ganar el campeonato del 1982 donde registró 25,9 puntos por partido. Durante su carrera en la liga, fue líder en puntos en cuatro ocasiones en los torneos de 1986 con 23,3 puntos por partido, en 1989 con 24,0 puntos por partido, en 1991 con 22,6 puntos por partido y en 1993 con 21,4 puntos anotados por partido. Además, lideró la liga en porcentaje de tiros libres en seis ocasiones en 1981, 1982, 1989, 1990, 1993 y 1996.
Muñoz se retiró del baloncesto después del torneo del 2000 el cual disputó con el club Los Minas. En septiembre de 2006, Vinicio fue incluido en el Pabellón de la Fama del Deporte Dominicano.
Nota de José B. Jiménez. En el año de 1977 no hubo ganador, ya que, luego del conflicto entre los equipos de San Lazaro y Naco.

## Selección dominicana
Vinicio hizo su debut en la Selección absoluta de baloncesto de la República Dominicana en el Centrobasket 1975 celebrado en Santo Domingo, República Dominicana. En este torneo, Vinicio y la selección finalizaron en cuarto lugar con el récord general de 7 ganados y 3 perdidos. Ayudó a la selección a ganar su primer Centrobasket en el año 1977 en Panamá. Al año siguiente, ganó la medalla de bronce en los Juegos Centroamericanos y del Caribe de Medellín 1978. Ese mismo año, Muñoz y la selección hicieron historia tras participar por primera vez en un Mundial de baloncesto al disputar el Campeonato Mundial de Baloncesto de Filipinas 1978. Vinicio sumó una medalla más a sus logros después de conseguir la medalla de plata en el Centrobasket de 1995, esta fue la última competición internacional disputada por él en la selección.

## Cine dominicano
Vinicio tuvo un papel en la película "Éxito por Intercambio", dirigida por Miguel Vásquez en 2003.